# Kretoszczur wydmowy
Kretoszczur wydmowy (Bathyergus janetta) – gatunek średniej wielkości ssaka z rodziny kretoszczurowatych (Bathyergidae) występujący na południu Afryki – w Południowej Afryce i Namibii. Wiedzie samotniczy, podziemny tryb życia.

## Taksonomia
Gatunek po raz pierwszy zgodnie z zasadami nazewnictwa binominalnego opisali w 1904 roku brytyjscy zoolodzy Oldfield Thomas i Harold Schwann nadając mu nazwę Bathyergus janetta. Holotyp pochodził z Port Nolloth, w przybrzeżnym Little Namaqualand, w Prowincji Przylądkowej Północnej, w Południowej Afryce.
Autorzy Illustrated Checklist of the Mammals of the World uznają ten gatunek za monotypowy.

### Etymologia
- Bathyergus: gr. βαθυεργεω bathuergeō „pracować głęboko”[9].
- janetta: etymologia nieznana, Thomas i Schwann nie wyjaśnili etymologii epitetu gatunkowego[2].

## Morfologia
Kretoszczur wydmowy jest gryzoniem o średniej wielkości, cylindrycznej budowie ciała, z dość krótkimi, lecz grubymi kończynami. Długość ciała  – około 25 cm. Sierść jest miękka, w części grzbietowej wybarwiona na srebrno-szaro, a od spodu na ciemno. Kończyny krótkie, silne, zakończone silnymi pazurami. Ogon określa się jako krótki (około 4 cm), czarny z wierzchu, jasny od spodu. Głowa jest duża, z charakterystycznymi jasnymi obwódkami wokół małych oczu. W efekcie przystosowania gatunku do życia pod powierzchnią ziemi B. janetta ma zredukowane uszy, oczy i ogon.
| tułów z głową               | samice 170–205 mm, samce 170–235 mm |
| ogon                        | samice 40–50 mm, samce 41–52 mm     |
| tylne łapy                  | 34 mm                               |
| czaszka (najdłuższy wymiar) | 46,5 mm                             |
| masa ciała                  | samice 195–540 g, samce 242–710 g   |

## Tryb życia
Po ciąży trwającej około 52 dni samica rodzi od dwóch do siedmiu młodych. Długość życia: do dwóch lat.

## Rozmieszczenie geograficzne
Kretoszczur wydmowy występuje w zachodniej części Południowej Afryce i w południowej Namibii w trzech izolowanych populacjach: 
1. od miasta Alexander Bay do rzeki Oranje,
2. od miasta Port Nolloth do rzeki Groen,
3. od miasta Steinkopf do Kamieskroon i gór Kamiesberge.

Gatunek zazwyczaj występuje na terenach położonych poniżej 300 m n.p.m..

## Ekologia
Kretoszczur wydmowy wiedzie samotniczy, podziemny tryb życia. Najchętniej zajmuje tereny nadmorskich wydm i gleb aluwialnych, na których średnia roczna opadów nie przekracza 400 mm.